# مدرسه الفت
مدرسهٔ الفت نام یکی از مدارس قدیم شهر همدان است. این مدرسه پس از منحل شدن مدرسه امیریه ، در همدان تأسیس و دایر گشت. مدیریت این مدرسه را میرزا حسنعلی سحاب کبودرآهنگی(متوفی۱۳۱۳٫ق) برعهده داشت. نظر به حسن خطی و کتابت زیبایی که از آن برخوردار بود در این مدرسه و دیگر مدارس به تعلیم خط می‌پرداخت و تا آخر عمر به این شغل اشتغال داشت. در سال ۱۲۹۰٫ش مدرسه الفت به سبب مشکلات مالی و کمبود بودجه با مدرسه نصرت ادغام گردید.